# Idiops hirsutipedis
Espèce
Idiops hirsutipedis est une espèce d'araignées mygalomorphes de la famille des Idiopidae.

## Distribution
Cette espèce est endémique d'Argentine. Elle se rencontre dans les provinces de La Rioja, de Tucumán et de Santiago del Estero.

## Description
Le mâle décrit par Ferretti, Nime et Mattoni en 2017 mesure 11,54 mm.

## Publication originale
- Mello-Leitão, 1941 : Las arañas de Córdoba, La Rioja, Catamarca, Tucumán, Salta y Jujuy colectadas por los Profesores Birabén. Revista del Museo de La Plata (Nueva Série, Zoología), vol. 2, p. 99-198.